# Catarhoe regalata
Catarhoe regalata är en fjärilsart som beskrevs av Adrian Hardy Haworth 1809. Catarhoe regalata ingår i släktet Catarhoe och familjen mätare. Inga underarter finns listade i Catalogue of Life.